# Salinger und die Koreaner
Salinger und die Koreaner (chinesisch 塞林格與朝鮮人 / 塞林格與朝鮮人, Pinyin Sāilíngé yǔ cháoxiǎn rén) ist eine Science-Fiction-Kurzgeschichte des chinesischen Schriftstellers Han Song, zuerst veröffentlicht im Dezember 2016. Eine deutsche Übersetzung von Karin Betz erschien am 9. März 2020 in der Anthologie Zerbrochene Sterne, herausgegeben vom Heyne Verlag.

## Handlung
Ein kosmischer Beobachter lädt den obdachlosen J. D. Salinger in New York City zu McDonald’s ein. In dieser durch eine kosmische Vorsehung veränderte Welt gelang dessen Werk Der Fänger im Roggen zwar nicht in der westlichen Welt, aber dafür in Nordkorea der Durchbruch. Geschuldet ist dies jedoch einem Vorwort des Übersetzers zur Interpretation in Bezug auf den Kapitalismus, die von den Nordkoreanern als dessen Entlarvung interpretiert wird. Die nordkoreanische Armee erobert anschließend davon inspiriert mithilfe des „Tempospartialen Quantentopolators“, einer verheerenden Superwaffe, die gesamte Welt. Die nordkoreanische Propagandaabteilung sucht Salinger in seiner Heimat in New Hampshire auf, welcher sich jedoch einfach durch seine Art jedem Gespräch verweigert und schluchzend zusammenbricht. Daraufhin wird sein Haus zerstört, was ihn ins Vagabundenleben zwingt und obdachlos nach Süden treibt.

## Kritik
Kai U. Jürgens von diezukunft.de schreibt, die Kurzgeschichte ist einer „ganz eigenen Erzählwelt [....] verpflichtet“ und „eine ironische Geschichte, aber nicht ohne Seitenhieb auf die Rolle von Kultur innerhalb von totalitären Systemen“.
Gary K. Wolfe schreibt im Locus Magazine, dass die Kurzgeschichte eine absurde Einbildung sei, jedoch gut die Aufmerksamkeit auf ein wiederkehrendes Thema in Zerbrochene Sterne lenkt, nämlich die Macht und den Einfluss des Schreibens selbst („an absurdist conceit, but it also calls attention to another recurring, if somewhat surprising theme in the anthology: the power and influence of writing itself“).
Anjie Zheng schreibt in Words Without Borders, dass die Kurzgeschichte bei ihr nicht angekommen sei („fell flat for me“), da die Änderung durch die „Bifurkation der Zeit“ nicht erklärt werde („coyly suggesting that “The Catcher in the Rye” caused this “bifurcation in time” (How? Why?)“).